# Luigi Tinelli
Luigi Tinelli (Laveno, 28 aprile 1799 – New York, 25 marzo 1872) è stato un patriota, imprenditore e diplomatico italiano naturalizzato statunitense.

## Biografia
Luigi Tinelli nacque a Laveno nel 1799 da una ricca famiglia lombarda. Unitosi nel marzo 1821 ai falliti moti costituzionali di Santorre di Santarosa, dovette fuggire in Spagna, quindi in Inghilterra e Svizzera. Rientrato in Lombardia nel 1824 a seguito dell'amnistia, si stabilì a Milano entrando a far parte della Giovine Italia. Nel frattempo avviò una fiorente attività imprenditoriale nel campo della seta e della porcellana. Il 30 agosto 1833 venne arrestato. Trasferito nella fortezza di Echemberg ebbe la pena capitale commutata in esilio. Il 6 agosto 1836 fu imbarcato sull'Imperiale Brick Austriaco «Ussaro» con destinazione New York, dove giunge il 16 ottobre 1836. Con lui viaggiano in esilio altri patrioti come Pietro Borsieri, Gaetano de Castillia, Eleuterio Felice Foresti, Felice Argenti e Giovanni Albinola.
L'esperienza di Tinelli in America è simile a quella di tanti altri rifugiati politici italiani che vi giunsero in quegli anni, i quali con entusiasmo misero le loro conoscenza al servizio della nuova patria. Profondo conoscitore di ogni fase della produzione della seta, Tinelli divenne promotore e maestro di questa attività oltreoceano. Il governo americano gli conferì la cittadinanza statunitense e lo nominò nel 1840 console generale in Portogallo. Tinelli trascorse un decennio a Porto e anche qui si adoperò per lo sviluppo della produzione di seta. Nel 1849 accolse il re Carlo Alberto esule in Portogallo e fu lui qualche mese dopo a redigerne l'atto di morte.
Rientrato in Italia per brevi visite nel 1848 e 1850 e terminato l'incarico consolare, Tinelli tornò negli Stati Uniti servendo come ufficiale nell'esercito nordista durante la guerra di secessione, dal 1861 al 1863, quando ammalatosi di malaria in Florida fu congedato.
Tinelli morì negli Stati Uniti il 25 marzo 1872.